# 9504 Lionel
9504 Lionel (2224 T-2) là một tiểu hành tinh vành đai chính.